# 鲁斯兰·福明
鲁斯兰·福明（烏克蘭語：Руслан Миколайович Фомін，1986年3月2日—），乌克兰足球运动员，在球队中担任前锋。曾在顿涅茨克矿工足球俱乐部、哈尔科夫冶金足球俱乐部、卢甘斯克日出足球俱乐部效力。他还曾是乌克兰21岁以下国家足球队队员。至2015年共取得30多粒入球。